# Топливная система летательного аппарата
То́пливная система (ТС) летательного аппарата — система силовой установки самолёта для размещения топлива, выработки его в определенном порядке, подачи топлива в потребители, а также выполнения вспомогательных функций (определение ТС по ГОСТ 22945-78). То есть это группа ёмкостей для хранения запаса жидкого топлива на борту летательного аппарата с системой соединительных трубопроводов, а также система подачи топлива к двигателям и его перекачки, заправки и слива топлива, наддува и дренажа топливных баков, а также электронная система заправки, измерения и центровки. 
Небольшие маломанёвренные летательные аппараты имеют несложную топливную систему, тогда как высотные и скоростные — много сложнее.
Количество топлива на борту воздушного судна измеряют не в единицах ёмкости, а как масса — в килограммах (в метрической системе) или в фунтах (LBS).

## История
Ранее... 

## Современное состояние
В качестве горючего в турбореактивных и турбовинтовых двигателях самолётов и вертолётов обычно применяют авиакеросин с различными присадками или без таковых. В легкомоторной авиации с поршневыми двигателями используется высокооктановый бензин.
Небольшие самолёты зачастую имеют один или несколько соединённых между собой топливной арматурой топливных баков из алюминиевого сплава и небольшой расходный или пилотажный бак. Топливо к мотору (двигателю) поступает самотёком (за счёт земной силы тяжести). Имеется простой измеритель уровня топлива или измеритель расхода. Заправка производится через верхние горловины.

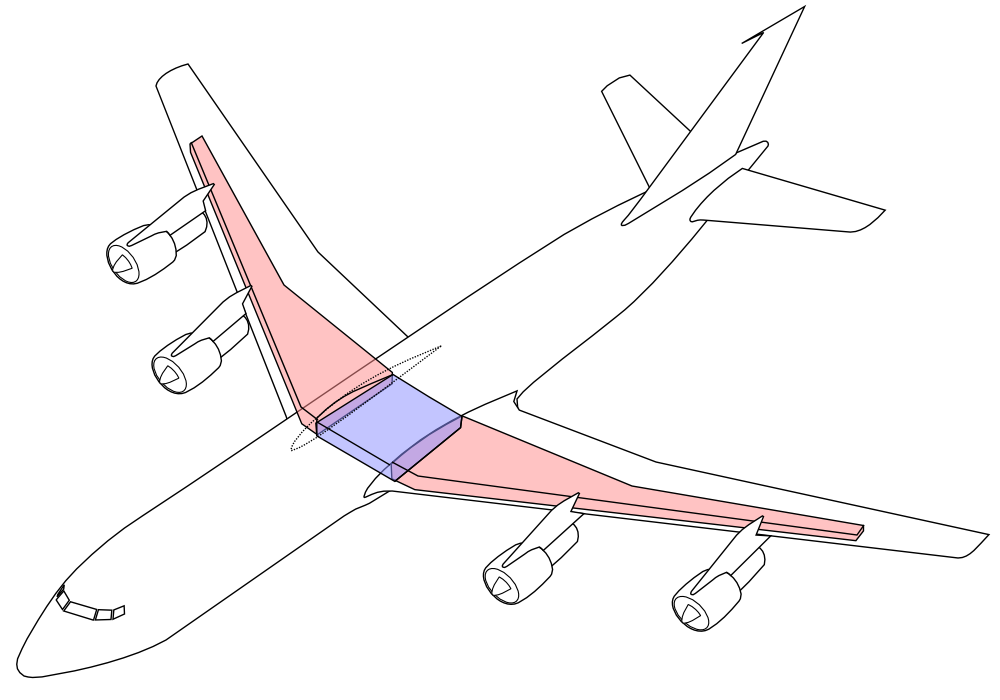
Схема расположения топливных баков современного пассажирского лайнера

В современных больших летательных аппаратах широко применяются кессон-баки, представляющие собой герметичные полости в крыле, киле или стабилизаторе, а также мягкие резиновые баки, склеенные из листовой керосиностойкой резины. Внутри мягких баков могут быть смонтированы металлические профили, для поддержания формы бака. Иногда применяются довольно сложные конструкции под названием — бак-отсек, выполняющие роль силовых элементов планера, отсеков для оборудования и одновременно являющиеся ёмкостями для топлива.
На манёвренных самолётах, например — истребителях топливные баки часто заполняются губчатым синтетическим материалом (пенополиуретаном), для предотвращения переливания топлива при эволюциях самолёта и нарушения центровки. Также губчатый наполнитель предотвращает взрыв паров топлива при повреждениях и прострелах. Для маломанёвренных летательных аппаратов внутри баков с той же целью устанавливаются жёсткие перегородки с калиброванными отверстиями.

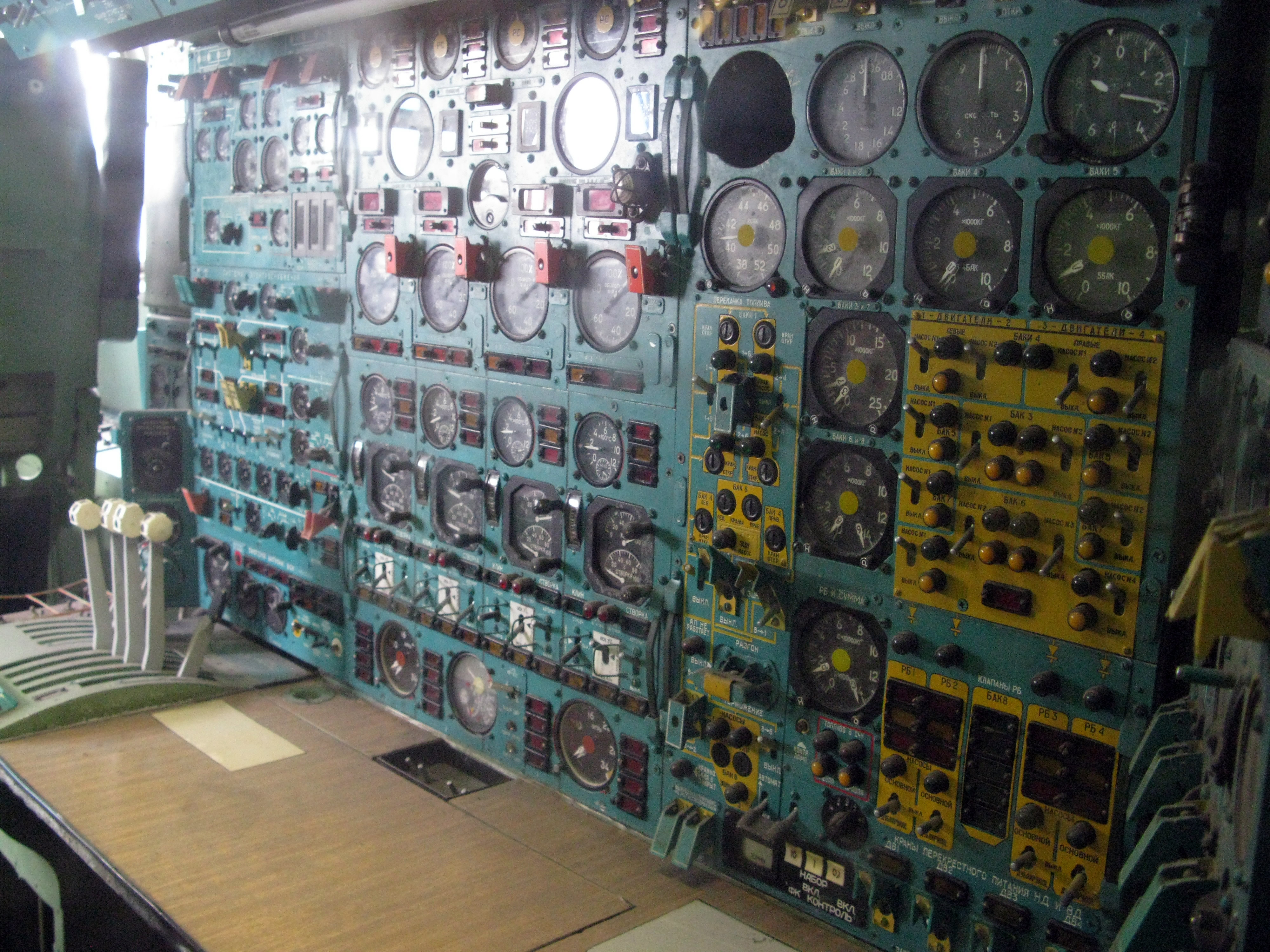
Ту-144, рабочее место бортинженера. Справа расположены органы управления и контроля ТС (жёлтого цвета)

Топливная система (ТС) большого воздушного судна обычно состоит из групп баков. Каждая группа может конструктивно состоять из нескольких емкостей (баков). Все баки оборудуются встроенными погружными электрическими топливными насосами и соединяются между собой системой трубопроводов (внутрисамолётные топливные трубопроводы окрашены в жёлтый цвет) с электрическими перекрывными кранами, обеспечивающими тот или иной порядок расхода топлива. Так как для самолёта критически важен уровень центровки, то топливо вырабатывается по заданной программе, поддерживая полётную центровку самолёта в заданных пределах. Обычно топливо подаётся к двигателям в течение всего полёта из расходных баков (или расходных отсеков внутри баков), а топливо из остальных баков перекачивается в расходные баки, в соответствии с программой расхода топлива. Кроме этого, манёвренные самолёты в топливной системе имеют специальный бак (или полость в баке), предназначенный для питания двигателей при отрицательной продольной перегрузке (при выполнении фигур пилотажа).
Некоторые самолёты имеют т. н. центровочный бак, топливо в котором никогда не вырабатывается полностью, за исключением аварийных случаев (так, например, сделано на многих самолётах КБ Туполева). В случае полной выработки или слива топлива из системы самолёт на земле просто падает на хвост, задирая вверх носовую часть.
Электрические топливные насосы условно делятся на подкачивающие — они подают топливо к двигателям, и перекачивающие — они необходимы для перекачки топлива внутри топливной системы по заданной программе. 
Основной топливный насос установлен на двигателе и проводится в действие механическим приводом (через коробку приводов). Электроприводной топливный насос подкачки установлен в расходном баке и создаёт необходимое избыточное давление топлива на входе в топливный насос двигателя, для предотвращения кавитации топлива на больших высотах. Все подкачивающие и перекачивающие насосы часто дублируются, и при неисправности одного насоса из пары обеспечивается полноценная работа ТС. Работа насосов (порядок их включения и исправность) контролируется по давлению топлива в трубопроводах срабатыванием соответствующего сигнализатора давления.

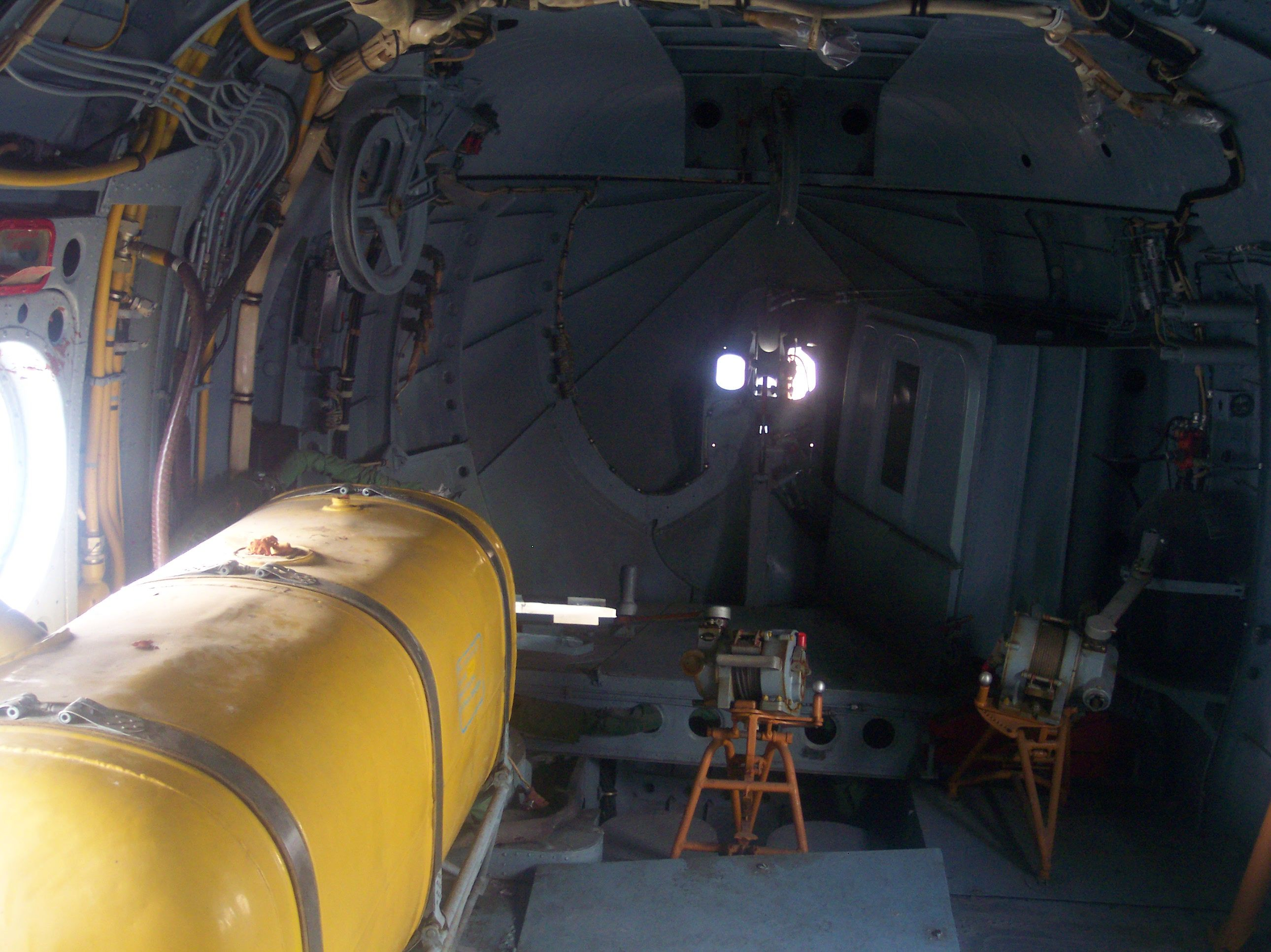
Дополнительный топливный бак в грузовой кабине вертолёта Ми-14

Иногда перекачивающие насосы не устанавливаются вовсе, и топливо подаётся самотёком. Так, например, организована подача топлива из килевого топливного бака на Ил-62М и крыльевых баков на Бе-12.
В некоторых случаях электроприводные топливные насосы не применяются, а топливо выдавливается из баков избыточным давлением воздуха, отбираемым от компрессора маршевого двигателя (или от воздушного баллона). Так часто организуют подачу топлива из подвесных дополнительных баков.

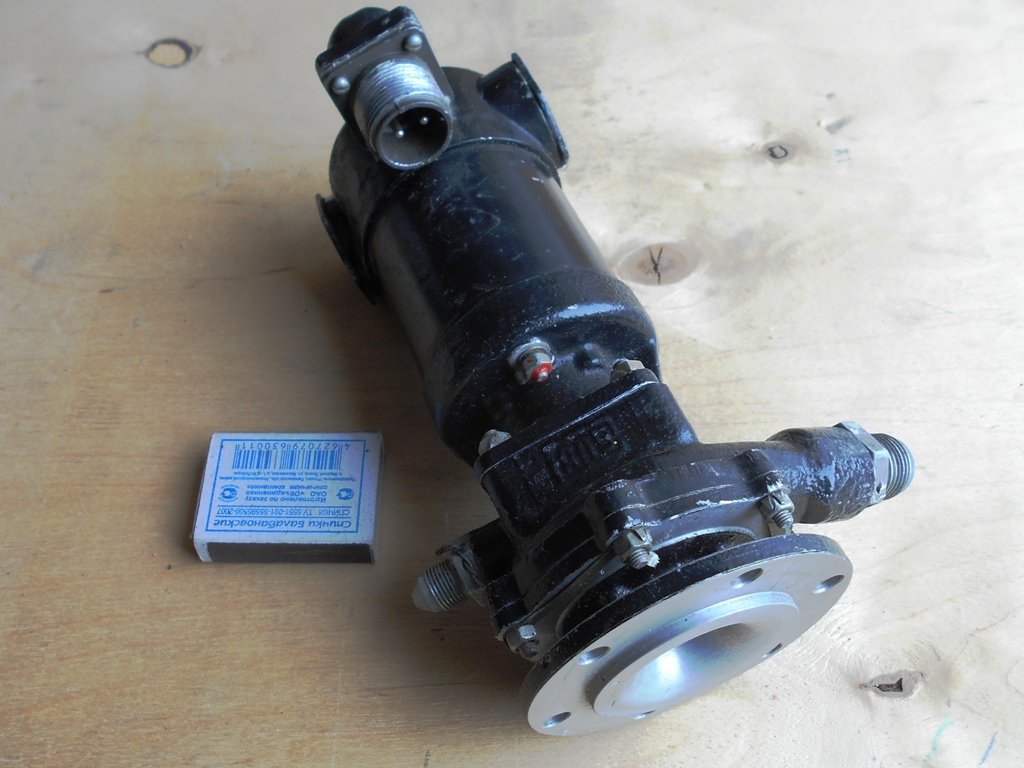
Центробежный топливный насос постоянного тока ЭЦН-19А. Обычно применяется в качестве насоса откачки.

Также все топливные баки самолёта имеют систему дренажа и наддува. Дренажная система обеспечивает сообщение надтопливного пространства бака с атмосферой и предотвращает появления разрежения в баке при выработке топлива. Чтобы при эволюциях самолёта топливо не выливалось через дренажную систему,  в топливной системе могут быть установлены дренажные топливные бачки, из которых скапливающееся топливо перекачивается дополнительными насосами откачки обратно в баки. Система наддува создаёт некоторое избыточное давление в баках, для предотвращения кавитации топливных насосов.

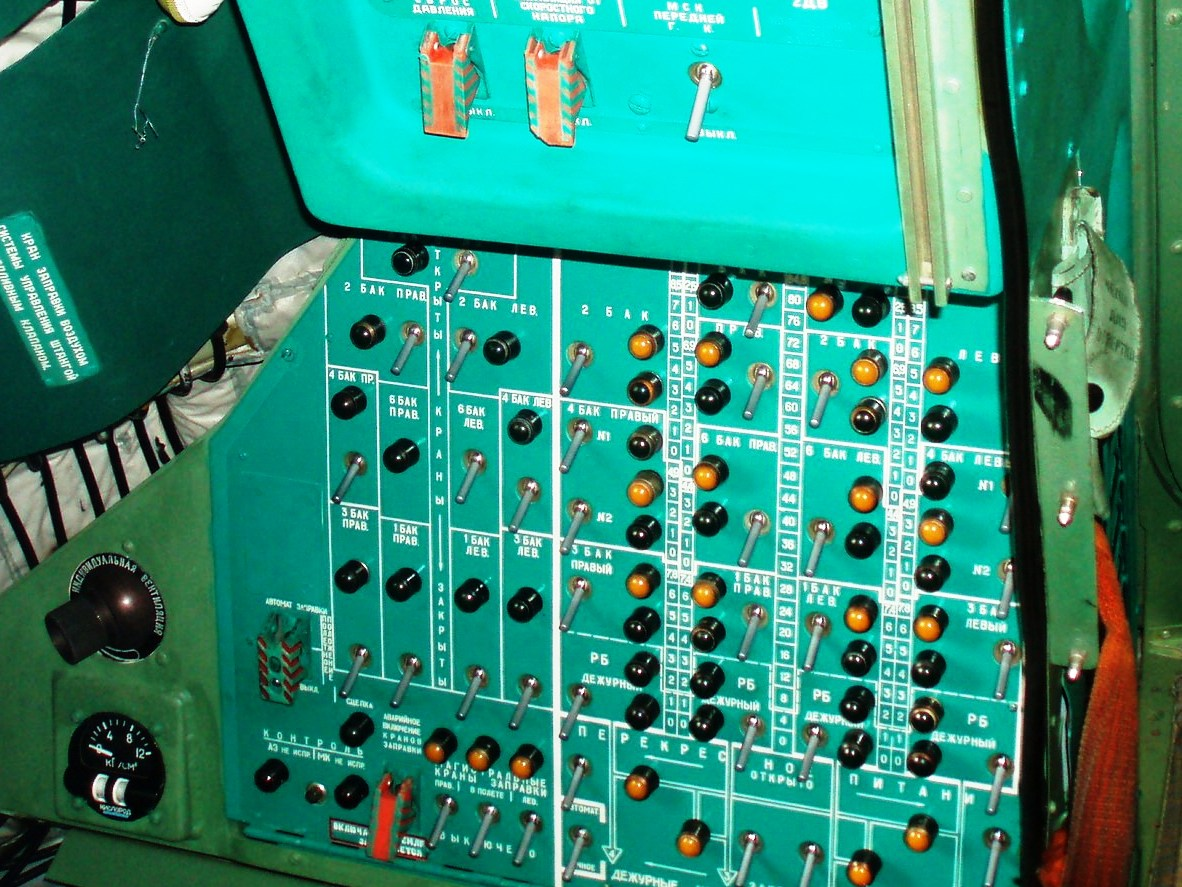
Рабочее место бортинженера Ту-95. Верхний щиток заправки и топливных насосов

Заправка топливом может выполняться вручную с помощью раздаточного пистолета через верхние заливные горловины баков самотёком, или через стандартную горловину централизованной заправки под давлением.  В первом случае топливо заливается в строгой очерёдности, чтобы не нарушалась центровка самолёта и самолёт просто не упал на хвост. При централизованной заправке топливо подаётся под давлением от аэродромного топливозаправщика (ТЗ) или от стационарной централизованной системы заправки (ЦЗТ) под давлением через заливную горловину и автоматически (по программе) распределяется по бакам.  Для этой цели на борту ВС устанавливаются различные электронные системы заправки, измерения, расхода и центровки.
В простейшем случае на борту имеется топливомер, показывающий количество топлива в баках и расходомер, определяющий текущий расход топлива силовыми установками. Топливомер измеряет массу топлива (в килограммах) в каждом баке и общую сумму топлива на борту. В качестве датчиков уровня топлива обычно применяют ёмкостные датчики (реже — поплавковые), представляющие собой цилиндрический электрический конденсатор внутри бака, включённый в плечо самоуравновешивающегося измерительного моста переменного тока. Принцип работы такого датчика основан на изменении ёмкости конденсатора при понижении уровня топлива, за счёт разницы диэлектрических свойств керосина и воздуха. Расходомер измеряет скорость потока топлива в трубопроводе посредством крыльчатки, механически привязанной к датчику частоты вращения. Чем больше скорость потока топлива в калиброванном трубопроводе, тем больше частота вращения крыльчатки и частота снимаемых с датчика электрических импульсов.
Поддержание полётной центровки выполняется вручную включением насосов перекачки в заданной очередности. Более сложные системы программного управления расходом топлива (СПУТ) самостоятельно управляют насосами перекачки в соответствии с заложенной программой. Современная аппаратура (типа СУИТ — система управления и измерения топлива) автоматизирует всё процессы заправки, управления расходом топлива в полёте (в том числе при неравномерной выработке), аварийного слива топлива, а также контролирует температуру топлива и наличие воды, и выдаёт соответствующие электрические сигналы в смежные системы (например, в САУ). 

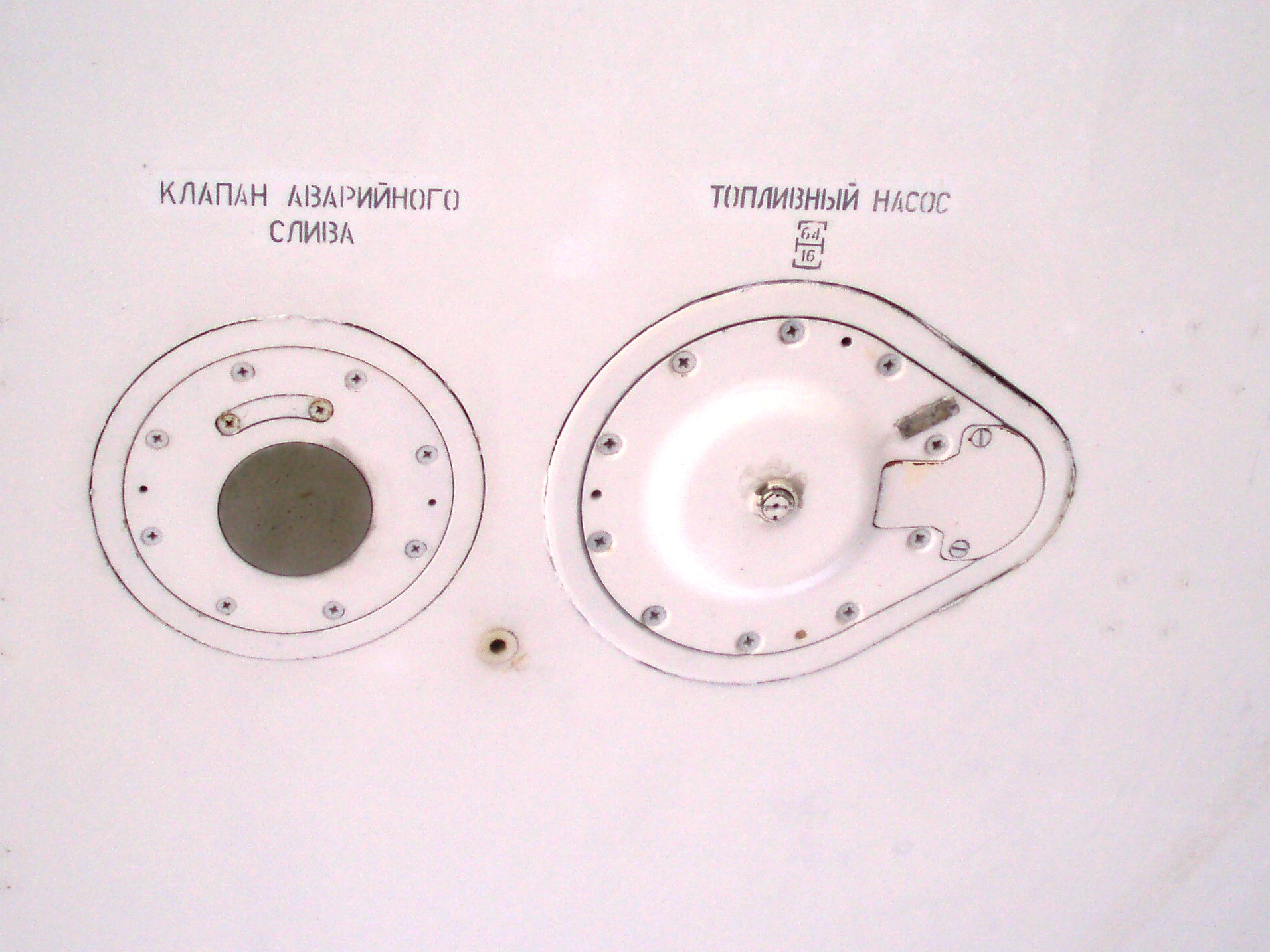
Топливный насос и клапан аварийного слива снизу на крыле, между ними — отверстие дренажа с топливного насоса.

Пистолетная заправка в настоящее время осталась только на небольших самолётах и вертолётах. В основном применяется централизованная система заправки, так как этот процесс технологически проще и быстрее. Также при пистолетной заправке неизбежно попадание в баки посторонних частиц и воды (при непогоде).
Перед выполнением процедуры заправки топливозаправщик и летательный аппарат в обязательном порядке заземляются, а также соединяются меж собой металлическим тросиком металлизации, для выравнивания электрического потенциала. Это делается для предотвращения возникновения искры от статического электричества и возникновения пожара — при движении больших масс топлива с большой скоростью потока неизбежно возникает электризация конструкции.
Часть аппаратов военного назначения имеют возможности дозаправки топливом в полёте, с целью которой устанавливаются топливоприёмники различной конструкции. Топливо при воздушной дозаправке распределяется по бакам также, как и при наземной заправке.
Все баки в самолёте имеют сливные горловины.  Перед каждой заправкой топливом с топливозаправщика обязательно отбирается топливо для контроля качества. После каждой заправки топливом летательного аппарата в обязательном порядке из каждого бака выполняется так называемый слив отстоя — некоторого количества топлива из нижней части бака, для проверки на наличие воды и механических примесей (присутствие воды в керосине определяется введением нескольких крупинок сухого марганцовокислого калия). Тара со слитым топливом маркируется установленным порядком, так как является отчётным материалом и хранится до следующей заправки воздушного судна.

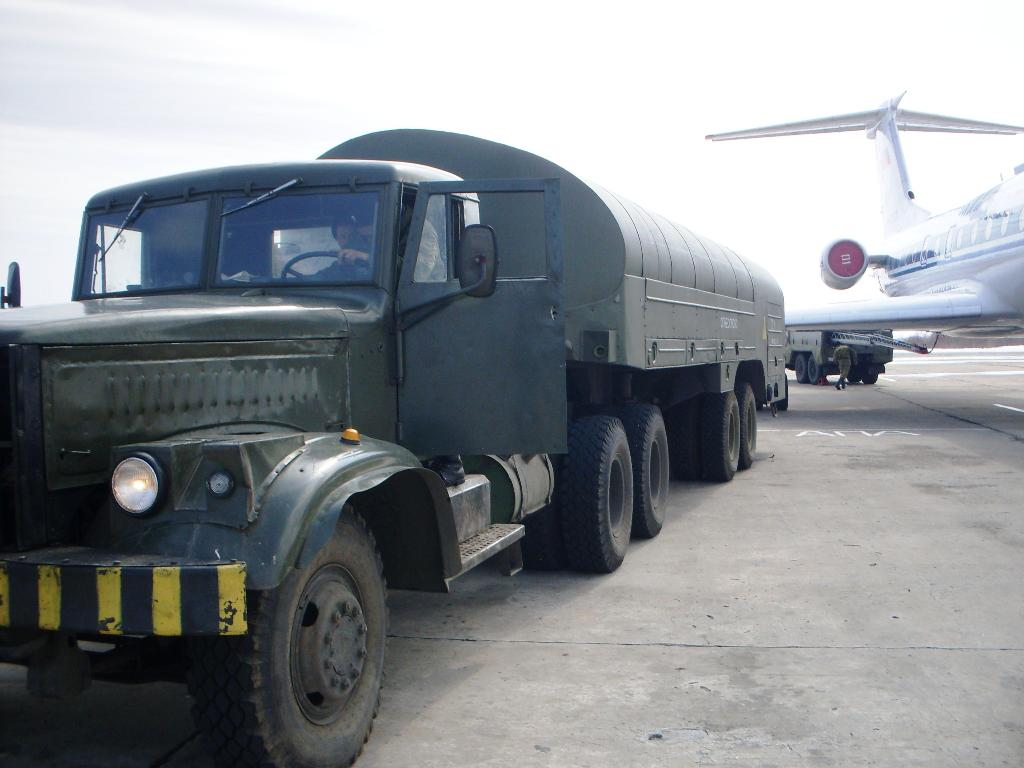
Топливозаправщик ТЗ-22 под самолётом Ту-134

Для аварийного слива топлива из баков в полёте предусматриваются различные системы. Топливо сливается для облегчения самолёта перед вынужденной (аварийной) посадкой, если она становится необходимой вскоре после взлёта, поскольку максимальный допустимый посадочный вес (в соответствии с требованиями к прочности конструкции планера) обычно несколько меньше взлётного веса самолёта.
Помимо аварийного, предусматривается эксплуатационный слив топлива из баков летательного аппарата в топливозаправщик (т. н. "раскачка"), что требуется при определённых технических работах. 
Для повышения дальности полёта на военных самолётах иногда применяются подвесные (сбрасываемые в полёте после выработки из них топлива) топливные баки обтекаемой формы, расположенные на внешней подвеске. Иногда при перегонке машины применяются дополнительные баки, установленные в грузоотсеке вместо штатного ракетно-бомбового вооружения самолёта. На вертолётах для увеличения дальности полёта практикуется установка дополнительных топливных баков в грузовой кабине.

## Пожароопасность
Для предотвращения пожаров и взрывов паров топлива при аварийных ситуациях (боевые повреждения или вынужденные посадки) все военные и некоторые гражданские самолёты имеют систему заполнения баков т. н. «нейтральным газом» (НГ). Обычно это азот или техническая углекислота в баллонах высокого давления, иногда применяются бортовые генераторы нейтрального газа (например, на Ил-76 или Ан-22). Нейтральный газ подаётся в баки по мере выработки топлива от той же самой топливной автоматики, управляющей порядком расхода. 
На пассажирских самолётах на законцовках крыла устанавливаются ударные датчики, срабатывающие при посадке «на брюхо» и вызывающие мгновенную подачу НГ в баки.